# Copa de Oro de la Concacaf 2015
La Copa Oro 2015 fue la vigésimo tercera edición del torneo de selecciones nacionales más importante de la Confederación de Fútbol Asociación de Norte, Centroamérica y el Caribe (Concacaf por sus siglas en inglés). Se llevó a cabo en Estados Unidos y Canadá del 7 al 26 de julio de 2015.
Estados Unidos, que inició el torneo como campeón defensor, no pudo revalidar su título al caer derrotado en semifinales ante la selección de Jamaica con un marcador de 2:1. Estados Unidos tampoco pudo ganar el partido por el tercer lugar y culminó su participación fuera de los tres primeros lugares, algo que no ocurría desde la Copa Oro 2000.
México se proclamó campeón del torneo al derrotar en la final a la selección de Jamaica con un marcador de 3:1; de esta manera logró su décima Copa Oro manteniéndose como la selección más ganadora de este campeonato. En su calidad de campeón de la edición del 2015, México disputó contra Estados Unidos (campeón de la Copa Oro 2013) el repechaje clasificatorio para la Copa FIFA Confederaciones 2017 a realizarse en Rusia.
Con la derrota en la final Jamaica no pudo obtener la que hubiese sido su primera Copa Oro, sin embargo superó todas sus actuaciones anteriores al quedarse con el subcampeonato. La mejor participación de Jamaica, hasta esta edición, fue el tercer lugar (compartido con Costa Rica) que alcanzó en la Copa Oro 1993. Por su parte, la selección de Panamá completó el podio luego de ganarle a Estados Unidos el partido por el tercer lugar en una definición por penales tras 120 minutos de juego que culminaron empatados 1:1, esta fue la segunda vez que Panamá se ubica en el tercer lugar, la primera fue en Copa Oro 2011.

## Organización

### Sedes
El 16 de diciembre de 2014 Concacaf anunció las 13 ciudades sedes del torneo y los estadios de la fase de grupos, el 12 de marzo de 2015 se anunciaron los estadios que albergarán los partidos de cuartos de final, semifinales, partido por el tercer lugar y final. Por primera vez una ciudad canadiense albergará la Copa de Oro, en esta ocasión Toronto será sede de dos partidos del grupo B en el que Canadá ejerce de local.

#### Canadá
| Toronto | Toronto           |
| ------- | ----------------- |
| Toronto | Ontario           |
| Toronto | BMO Field         |
| Toronto | Capacidad: 30 586 |
| Toronto |                   |

#### Estados Unidos
| Frisco               | Chicago | Chicago | Boston                               |
| -------------------- | --- | --- | ------------------------------------ |
| Texas                | Illinois | Illinois | Massachusetts                        |
| Estadio Toyota       | Soldier Field                                                                                                | Soldier Field                                                                                                | Gillette Stadium                     |
| Capacidad: 20 500    | Capacidad: 61 500                                                                                            | Capacidad: 61 500                                                                                            | Capacidad: 65 878                    |
|                      | | |                                      |
| Carson               | Carson Chicago Boston Kansas City Phoenix Frisco Houston Charlotte Baltimore Nueva Jersey Atlanta Filadelfia | Carson Chicago Boston Kansas City Phoenix Frisco Houston Charlotte Baltimore Nueva Jersey Atlanta Filadelfia | Phoenix                              |
| California           | Carson Chicago Boston Kansas City Phoenix Frisco Houston Charlotte Baltimore Nueva Jersey Atlanta Filadelfia | Carson Chicago Boston Kansas City Phoenix Frisco Houston Charlotte Baltimore Nueva Jersey Atlanta Filadelfia | Arizona                              |
| StubHub Center       | Carson Chicago Boston Kansas City Phoenix Frisco Houston Charlotte Baltimore Nueva Jersey Atlanta Filadelfia | Carson Chicago Boston Kansas City Phoenix Frisco Houston Charlotte Baltimore Nueva Jersey Atlanta Filadelfia | Estadio de la Universidad de Phoenix |
| Capacidad: 27 000    | Carson Chicago Boston Kansas City Phoenix Frisco Houston Charlotte Baltimore Nueva Jersey Atlanta Filadelfia | Carson Chicago Boston Kansas City Phoenix Frisco Houston Charlotte Baltimore Nueva Jersey Atlanta Filadelfia | Capacidad: 63 400                    |
|                      | Carson Chicago Boston Kansas City Phoenix Frisco Houston Charlotte Baltimore Nueva Jersey Atlanta Filadelfia | Carson Chicago Boston Kansas City Phoenix Frisco Houston Charlotte Baltimore Nueva Jersey Atlanta Filadelfia |                                      |
| Houston              | Filadelfia                                                                                                   | Filadelfia                                                                                                   | Charlotte                            |
| Texas                | Pensilvania                                                                                                  | Pensilvania                                                                                                  | Carolina del Norte                   |
| Estadio BBVA Compass | PPL Park | Lincoln Financial Field                                                                                      | Bank of America Stadium              |
| Capacidad: 22 039    | Capacidad: 18 500                                                                                            | Capacidad: 67 594                                                                                            | Capacidad: 75 412                    |
|                      | | |                                      |
| Kansas City          | Baltimore | Nueva Jersey                                                                                                 | Atlanta                              |
| Kansas               | Maryland | Nueva Jersey                                                                                                 | Georgia                              |
| Sporting Park        | M&T Bank Stadium                                                                                             | MetLife Stadium                                                                                              | Georgia Dome                         |
| Capacidad: 18 467    | Capacidad: 71 008                                                                                            | Capacidad: 82 500                                                                                            | Capacidad: 71 228                    |
|                      | | |                                      |

### Calendario
Las fechas de los partidos de la fase de grupos se anunciaron el 16 de diciembre de 2014. El calendario completo del torneo fue presentado oficialmente, junto a los grupos, el 12 de marzo de 2015.
| GA | Grupo A | GB | Grupo B | GC | Grupo C | CF | Cuartos de final | SF | Semifinales | 3L | Tercer lugar | F | Final |

| julio de 2015   | 7 Mar  | 8 Mié  | 9 Jue  | 10 Vie | 11 Sáb | 12 Dom | 13 Lun | 14 Mar | 15 Mié | 16 Jue | 17 Vie | 18 Sáb | 19 Dom | 20 Lun | 21 Mar | 22 Mié | 23 Jue | 24 Vie | 25 Sáb | 26 Dom |
| --------------- | ------ | ------ | ------ | ------ | ------ | ------ | ------ | ------ | ------ | ------ | ------ | ------ | ------ | ------ | ------ | ------ | ------ | ------ | ------ | ------ |
| Fase (partidos) | GA (2) | GB (2) | GC (2) | GA (2) | GB (2) | GC (2) | GA (2) | GB (2) | GC (2) | —      | —      | CF (2) | CF (2) | —      | —      | SF (2) | —      | —      | 3L (1) | F (1)  |

### Formato de competición
El torneo se desarrolla dividido en cinco etapas: fase de grupos, cuartos de final, semifinales, partido por el tercer lugar y final.
En la fase de grupos los doce equipos participantes se dividen en 3 grupos de 4 equipos, cada equipo juega una vez contra sus rivales de grupo con un sistema de todos contra todos, los equipos son clasificados en los grupos según los puntos obtenidos en todos sus partidos jugados los cuales son otorgados de la siguiente manera:
- 3 puntos por partido ganado.
- 1 punto por partido empatado.
- 0 puntos por partido perdido.

Clasifican a los cuartos de final los dos primeros lugares de cada grupo, así como los dos mejores terceros. Si al término de la fase de grupos dos o más equipos terminan empatados en puntos se aplican los siguientes criterios de desempate:
- La diferencia de goles en los partidos del grupo.
- La mayor cantidad de puntos obtenidos en los partidos entre los equipos en cuestión.
- Sorteo por parte del Comité de la Copa Oro.

La clasificación de los dos mejores terceros se determina mediante los siguientes criterios:
- La mayor cantidad de puntos obtenidos en los partidos de grupo.
- La diferencia de goles en los partidos de grupo.
- La mayor cantidad de goles anotados en los partidos de grupo.
- Sorteo por parte del Comité de la Copa Oro.

En los cuartos de final los 8 equipos clasificados a esta instancia forman 4 series de dos equipos, los ganadores de cada serie clasifican a las semifinales, los perdedores de las semifinales juegan el partido por el tercer lugar y los ganadores disputan la final del torneo. Los enfrentamientos de cuartos de final y semifinales se determinaron de la siguiente manera:
| Cuartos de final - Ganador Grupo A - Tercero Grupo B/C (Semifinalista 1) - Ganador Grupo B - Segundo Grupo A (Semifinalista 2) - Ganador Grupo C - Tercero Grupo A/B (Semifinalista 3) - Segundo Grupo C - Segundo Grupo B (Semifinalista 4) | Semifinales - Semifinalista 1 - Semifinalista 2 - Semifinalista 3 - Semifinalista 4 |

Los cuartos de final, semifinales, partido por el tercer lugar y final se juegan con un sistema de eliminación directa, si algún partido de estas fases termina empatado luego de los noventa minutos de tiempo de juego reglamentario se procede a jugar un tiempo extra consistente en dos periodos de 15 minutos, si la igualdad persiste se define al ganador mediante tiros desde el punto penal. Por primera vez en 12 años se jugará un partido por el tercer lugar de la Copa Oro, la última vez que se llevó a cabo este partido fue en la Copa de Oro de la Concacaf 2003.

### Árbitros
La siguiente es la lista de árbitros centrales y árbitros asistentes que participaron en el torneo.
Árbitros centrales
| - David Gantar - Henry Bejarano - Ricardo Montero - Wálter Quesada - Yadel Martínez - Joel Aguilar | - Elmer Bonilla - Marlon Mejía - Walter López - Armando Castro - Óscar Moncada - Héctor Rodríguez | - Roberto García - Fernando Guerrero - César Ramos - Jhon Pittí - Mark Geiger - Jair Marrufo |

Árbitros asistentes
| - Daniel Belleau - Philippe Briere - Warner Castro - Octavio Jara - Leonel Leal - Hiran Dopico | - William Torres - Juan Zumba - Hermenerito Leal - Gerson López - Christian Ramírez - Garnet Page | - José Luis Camargo - Alberto Morín - Daniel Williamson - Eric Boria - Peter Manikowski - CJ Morgante |

## Clasificación

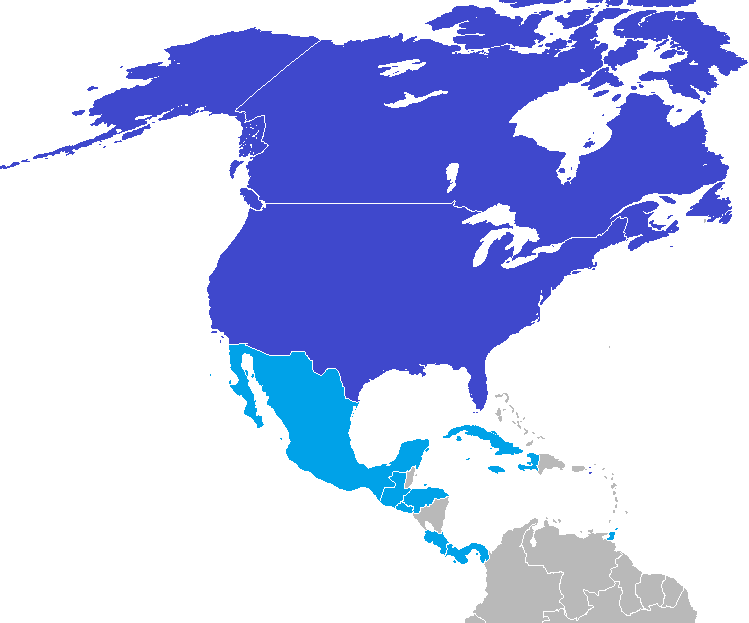
Países clasificados a la Copa Oro de la CONCACAF 2015.

Como desde la primera edición del torneo las tres selecciones pertenecientes a la Unión Norteamericana de Fútbol (NAFU), Canadá, Estados Unidos y México clasificaron automáticamente, mientras que las selecciones pertenecientes a la Unión Centroamericana de Fútbol (UNCAF) y a la Unión Caribeña de Fútbol (CFU) disputaron torneos clasificatorios que fueron a su vez los torneos regionales de ambos organismos subordinados de la Concacaf, la repartición de los 9 cupos en cuestión fue la siguiente:
- Centroamérica: 4,5
- Caribe: 4,5

Un repechaje entre el quinto clasificado de ambos torneos regionales definiría al décimo segundo y último clasificado a la Copa de Oro.
La Copa Centroamericana 2014 se llevó a cabo en Estados Unidos del 3 al 13 de septiembre de aquel año y en ella participaron las 7 selecciones que conforman la UNCAF, los 4 primeros lugares de esta competencia consiguieron su clasificación directa y estos fueron Costa Rica (1.º) , Guatemala (2.º), Panamá (3.º) y El Salvador (4.º).
La Copa del Caribe de 2014 constó de varias rondas preliminares antes de llegar a la ronda final, en esta última participaron 8 selecciones y se disputó en Jamaica entre el 9 y 18 de noviembre del año en mención, los 4 primeros lugares de este torneo consiguieron su clasificación directa y estos fueron Jamaica (1.º), Trinidad y Tobago (2.º), Haití (3.º) y Cuba (4.º).
Finalmente, Honduras alcanzó la última plaza al derrotar en el repechaje a la Guayana Francesa con un marcador global de 4 a 3, de esta manera Centroamérica logra clasificar a 5 equipos y el Caribe se queda con 4 representantes.
| 25 de marzo de 2015, 19:00 UTC-3 | Guayana Francesa            | 3:1 (2:1) | Honduras     | Stade Municipal Dr. Edmard Lama, Cayena |                         |
|                                  | Torvic 25' · Privat 27' 62' |           | Bengtson 17' | Árbitro(s): César Ramos                 | Árbitro(s): César Ramos |

| 29 de marzo de 2015, 16:00 UTC-6 | Honduras                   | 3:0 (3:0) | Guayana Francesa | Estadio Olímpico Metropolitano, San Pedro Sula |                         |
|                                  | Najar 30' 32' · Lozano 44' |           |                  | Árbitro(s): Mark Geiger                        | Árbitro(s): Mark Geiger |

## Equipos participantes
| Equipos participantes | Equipos participantes | Equipos participantes | Equipos participantes |
| --------------------- | --------------------- | --------------------- | --------------------- |
| Canadá                | El Salvador           | Haití                 | México                |
| Costa Rica            | Estados Unidos        | Honduras              | Panamá                |
| Cuba                  | Guatemala             | Jamaica               | Trinidad y Tobago     |

### Sorteo
El 16 de diciembre de 2014 Concacaf anunció a Estados Unidos, Costa Rica y México como cabezas de serie de los grupos A, B y C respectivamente, esta decisión se tomó en base al ranking FIFA correspondiente al mes de noviembre de 2014.
El sorteo se realizó el 12 de marzo de 2015 en Filadelfia, Estados Unidos con la presencia de representantes de las selecciones clasificadas al torneo. Concacaf no informó acerca de la distribución previa de los equipos en los bombos, sin contar a las tres cabezas de serie antes mencionadas, ni sobre la mecánica o procedimiento del sorteo, simplemente se anunciaron los grupos ya conformados junto al calendario oficial del torneo en una conferencia de prensa celebrada ese mismo día.
Sin embargo, conociendo la conformación final de los grupos y tomando en cuenta el ranking FIFA publicado el 12 de marzo de 2015, mismo día del sorteo, la distribución de los equipos en los bombos sería la siguiente:
Entre paréntesis se indica el puesto de cada selección en el ranking FIFA tomado en consideración.
| Bombo 1 (Cabezas de grupo)                                                                         | Bombo 2                                         | Bombo 3                                    | Bombo 4                                                  |
| -------------------------------------------------------------------------------------------------- | ----------------------------------------------- | ------------------------------------------ | -------------------------------------------------------- |
| Estados Unidos (Asignado al grupo A) Costa Rica (Asignado al grupo B) México (Asignado al grupo C) | Panamá (61) Trinidad y Tobago (63) Jamaica (76) | Haití (77) Guatemala (82) El Salvador (89) | Cuba (110) Canadá (116) Honduras (Ganador del repechaje) |

## Resultados
- Las horas indicadas corresponden al huso horario local de cada ciudad sede:
  - Horario de verano del este de Norteamérica-EDT (UTC-4), en Boston, Nueva York, Filadelfia, Baltimore, Charlotte, Atlanta y Toronto
  - Horario de verano del Centro-CDT (UTC-5), en Chicago, Kansas City, Dallas y Houston
  - Horario de verano del Tiempo de la montaña-MDT (UTC-6), en Phoenix
  - Horario de verano del Tiempo del Pacífico-PDT (UTC-7), en Los Ángeles

### Fase de grupos

#### Grupo A
| Selección      | Pts. | PJ | PG | PE | PP | GF | GC | Dif |
| -------------- | ---- | -- | -- | -- | -- | -- | -- | --- |
| Estados Unidos | 7    | 3  | 2  | 1  | 0  | 4  | 2  | 2   |
| Haití          | 4    | 3  | 1  | 1  | 1  | 2  | 2  | 0   |
| Panamá         | 3    | 3  | 0  | 3  | 0  | 3  | 3  | 0   |
| Honduras       | 1    | 3  | 0  | 1  | 2  | 2  | 4  | -2  |

| 7 de julio de 2015, 18:00 (UTC-5) | Panamá       | 1:1 (0:0) | Haití     | Estadio Toyota, Frisco                                     |                                                            |
|                                   | Quintero 55' | Reporte   | Nazon 85' | Asistencia: 22 357 espectadores Árbitro(s): Henry Bejarano | Asistencia: 22 357 espectadores Árbitro(s): Henry Bejarano |

| 7 de julio de 2015, 20:30 (UTC-5) | Estados Unidos  | 2:1 (1:0) | Honduras   | Estadio Toyota, Frisco                                  |                                                         |
|                                   | Dempsey 25' 64' | Reporte   | Discua 69' | Asistencia: 22 357 espectadores Árbitro(s): César Ramos | Asistencia: 22 357 espectadores Árbitro(s): César Ramos |

| 10 de julio de 2015, 18:00 (UTC-4) | Honduras  | 1:1 (0:1) | Panamá     | Gillette Stadium, Foxborough                             |                                                          |
|                                    | Najar 81' | Reporte   | Tejada 21' | Asistencia: 46 720 espectadores Árbitro(s): Marlon Mejía | Asistencia: 46 720 espectadores Árbitro(s): Marlon Mejía |

| 10 de julio de 2015, 20:30 (UTC-4) | Estados Unidos | 1:0 (0:0) | Haití | Gillette Stadium, Foxborough                                |                                                             |
|                                    | Dempsey 47'    | Reporte   |       | Asistencia: 46 720 espectadores Árbitro(s): Ricardo Montero | Asistencia: 46 720 espectadores Árbitro(s): Ricardo Montero |

| 13 de julio de 2015, 18:00 (UTC-5) | Haití     | 1:0 (1:0) | Honduras | Sporting Park, Kansas City                               |                                                          |
|                                    | Nazon 14' | Reporte   |          | Asistencia: 18 467 espectadores Árbitro(s): Joel Aguilar | Asistencia: 18 467 espectadores Árbitro(s): Joel Aguilar |

| 13 de julio de 2015, 20:30 (UTC-5) | Panamá    | 1:1 (1:0) | Estados Unidos | Sporting Park, Kansas City                                 |                                                            |
|                                    | Pérez 34' | Reporte   | Bradley 55'    | Asistencia: 18 467 espectadores Árbitro(s): Roberto García | Asistencia: 18 467 espectadores Árbitro(s): Roberto García |

#### Grupo B
| Selección   | Pts. | PJ | PG | PE | PP | GF | GC | Dif |
| ----------- | ---- | -- | -- | -- | -- | -- | -- | --- |
| Jamaica     | 7    | 3  | 2  | 1  | 0  | 4  | 2  | 2   |
| Costa Rica  | 3    | 3  | 0  | 3  | 0  | 3  | 3  | 0   |
| El Salvador | 2    | 3  | 0  | 2  | 1  | 1  | 2  | -1  |
| Canadá      | 2    | 3  | 0  | 2  | 1  | 0  | 1  | -1  |

| 8 de julio de 2015, 17:00 (UTC-7) | Costa Rica               | 2:2 (2:1) | Jamaica                    | StubHub Center, Carson                                        |                                                               |
|                                   | Miller 33' · Ramírez 37' | Reporte   | McCleary 13' · McAnuff 48' | Asistencia: 22 648 espectadores Árbitro(s): Fernando Guerrero | Asistencia: 22 648 espectadores Árbitro(s): Fernando Guerrero |

| 8 de julio de 2015, 19:30 (UTC-7) | El Salvador | 0:0     | Canadá | StubHub Center, Carson                                    |                                                           |
|                                   |             | Reporte |        | Asistencia: 22 648 espectadores Árbitro(s): Óscar Moncada | Asistencia: 22 648 espectadores Árbitro(s): Óscar Moncada |

| 11 de julio de 2015, 17:30 (UTC-5) | Jamaica      | 1:0 (0:0) | Canadá | Estadio BBVA Compass, Houston                              |                                                            |
|                                    | Austin 90+2' | Reporte   |        | Asistencia: 22 017 espectadores Árbitro(s): Yadel Martínez | Asistencia: 22 017 espectadores Árbitro(s): Yadel Martínez |

| 11 de julio de 2015, 20:00 (UTC-5) | Costa Rica | 1:1 (0:0) | El Salvador | Estadio BBVA Compass, Houston                            |                                                          |
|                                    | Ruiz 61'   | Reporte   | Corea 90+2' | Asistencia: 22 017 espectadores Árbitro(s): Jair Marrufo | Asistencia: 22 017 espectadores Árbitro(s): Jair Marrufo |

| 14 de julio de 2015, 18:00 (UTC-4) | Jamaica      | 1:0 (0:0) | El Salvador | BMO Field, Toronto                                       |                                                          |
|                                    | McCleary 72' | Reporte   |             | Asistencia: 16 674 espectadores Árbitro(s): Walter López | Asistencia: 16 674 espectadores Árbitro(s): Walter López |

| 14 de julio de 2015, 20:30 (UTC-4) | Canadá | 0:0     | Costa Rica | BMO Field, Toronto                                           |                                                              |
|                                    |        | Reporte |            | Asistencia: 16 674 espectadores Árbitro(s): Héctor Rodríguez | Asistencia: 16 674 espectadores Árbitro(s): Héctor Rodríguez |

#### Grupo C
| Selección         | Pts. | PJ | PG | PE | PP | GF | GC | Dif |
| ----------------- | ---- | -- | -- | -- | -- | -- | -- | --- |
| Trinidad y Tobago | 7    | 3  | 2  | 1  | 0  | 9  | 5  | 4   |
| México            | 5    | 3  | 1  | 2  | 0  | 10 | 4  | 6   |
| Cuba              | 3    | 3  | 1  | 0  | 2  | 1  | 8  | -7  |
| Guatemala         | 1    | 3  | 0  | 1  | 2  | 1  | 4  | -3  |

| 9 de julio de 2015, 18:00 (UTC-5) | Trinidad y Tobago                 | 3:1 (3:0) | Guatemala | Soldier Field, Chicago                                 |                                                        |
|                                   | Bateau 11' · Cato 14' · Jones 25' | Reporte   | Ruiz 62'  | Asistencia: 54 126 espectadores Árbitro(s): John Pitti | Asistencia: 54 126 espectadores Árbitro(s): John Pitti |

| 9 de julio de 2015, 20:45 (UTC-5) | México                                                         | 6:0 (4:0) | Cuba | Soldier Field, Chicago                                     |                                                            |
|                                   | Peralta 17' 37' 62' · Vela 23' · Guardado 44' · Dos Santos 75' | Reporte   |      | Asistencia: 54 126 espectadores Árbitro(s): Wálter Quesada | Asistencia: 54 126 espectadores Árbitro(s): Wálter Quesada |

| 12 de julio de 2015, 16:30 (UTC-6) | Trinidad y Tobago        | 2:0 (2:0) | Cuba | Estadio de la Univ. de Phoenix, Glendale                 |                                                          |
|                                    | Bateau 17' · Boucaud 42' | Reporte   |      | Asistencia: 62 910 espectadores Árbitro(s): David Gantar | Asistencia: 62 910 espectadores Árbitro(s): David Gantar |

| 12 de julio de 2015, 19:00 (UTC-6) | Guatemala | 0:0     | México | Estadio de la Univ. de Phoenix, Glendale                   |                                                            |
|                                    |           | Reporte |        | Asistencia: 62 910 espectadores Árbitro(s): Armando Castro | Asistencia: 62 910 espectadores Árbitro(s): Armando Castro |

| 15 de julio de 2015, 18:00 (UTC-4) | Cuba      | 1:0 (0:0) | Guatemala | Bank of America Stadium, Charlotte                        |                                                           |
|                                    | Reyes 73' | Reporte   |           | Asistencia: 55 823 espectadores Árbitro(s): Elmer Bonilla | Asistencia: 55 823 espectadores Árbitro(s): Elmer Bonilla |

| 15 de julio de 2015, 20:30 (UTC-4) | México                                                        | 4:4 (1:0) | Trinidad y Tobago                                | Bank of America Stadium, Charlotte                      |                                                         |
|                                    | Aguilar 32' · Vela 51' · Guardado 88' · K. Jones 90+1' (a.g.) | Reporte   | Cummings 55' 67' · K. Jones 58' · Marshall 90+4' | Asistencia: 55 823 espectadores Árbitro(s): Mark Geiger | Asistencia: 55 823 espectadores Árbitro(s): Mark Geiger |

#### Mejores terceros
| Selección   | Gr. | Pts. | PJ | PG | PE | PP | GF | GC | Dif |
| ----------- | --- | ---- | -- | -- | -- | -- | -- | -- | --- |
| Panamá      | A   | 3    | 3  | 0  | 3  | 0  | 3  | 3  | 0   |
| Cuba        | C   | 3    | 3  | 1  | 0  | 2  | 1  | 8  | -7  |
| El Salvador | B   | 2    | 3  | 0  | 2  | 1  | 1  | 2  | -1  |

### Fase eliminatoria
|  | Cuartos de final  | Cuartos de final |                |       | Semifinales                  | Semifinales                  |  |  | Final | Final |
|  |                   |                  |                |       |                              |                              |  |  |       |       |
|  | 18 de julio       |                  |                |       |                              |                              |  |  |       |       |
|  |                   |                  |                |       |                              |                              |  |  |       |       |
|  | Estados Unidos    | 6                |                |       |                              |                              |  |  |       |       |
|  | Estados Unidos    | 6                | 22 de julio    |       |                              |                              |  |  |       |       |
|  | Cuba              | 0                |                |       |                              |                              |  |  |       |       |
|  | Cuba              | 0                | Estados Unidos | 1     |                              |                              |  |  |       |       |
|  | 18 de julio       |                  | Estados Unidos | 1     |                              |                              |  |  |       |       |
|  |                   | Jamaica          | 2              |       |                              |                              |  |  |       |       |
|  | Jamaica           | Jamaica          | 2              | 1     |                              |                              |  |  |       |       |
|  | Jamaica           |                  | 26 de julio    | 1     |                              |                              |  |  |       |       |
|  | Haití             | 0                |                |       |                              |                              |  |  |       |       |
|  | Haití             | 0                | Jamaica        | 1     |                              |                              |  |  |       |       |
|  | 19 de julio       |                  | Jamaica        | 1     |                              |                              |  |  |       |       |
|  |                   | México           | 3              |       |                              |                              |  |  |       |       |
|  | Trinidad y Tobago | México           | 3              | 1 (5) |                              |                              |  |  |       |       |
|  | Trinidad y Tobago | 22 de julio      |                | 1 (5) |                              |                              |  |  |       |       |
|  | Panamá (p.)       | 1 (6)            |                |       |                              |                              |  |  |       |       |
|  | Panamá (p.)       | 1 (6)            | Panamá         | 1     |                              |                              |  |  |       |       |
|  | 19 de julio       |                  | Panamá         | 1     |                              |                              |  |  |       |       |
|  |                   | México (t.s.)    | 2              |       | Partido por el tercer puesto | Partido por el tercer puesto |  |  |       |       |
|  | Costa Rica        | México (t.s.)    | 2              | 0     | Partido por el tercer puesto | Partido por el tercer puesto |  |  |       |       |
|  | Costa Rica        |                  | 25 de julio    | 0     |                              |                              |  |  |       |       |
|  | México (t.s.)     | 1                |                |       |                              |                              |  |  |       |       |
|  | México (t.s.)     | 1                | Estados Unidos | 1 (2) |                              |                              |  |  |       |       |
|  |                   |                  |                |       |                              |                              |  |  |       |       |
|  | Panamá (p.)       | 1 (3)            |                |       |                              |                              |  |  |       |       |
|  | Panamá (p.)       | 1 (3)            |                |       |                              |                              |  |  |       |       |

#### Cuartos de final
| 18 de julio de 2015, 17:00 (UTC-4) | Estados Unidos                                                         | 6:0 (4:0) | Cuba | M&T Bank Stadium, Baltimore                                |                                                            |
|                                    | Dempsey 4' 64' (pen.) 78' · Zardes 15' · Johannsson 32' · González 45' | Reporte   |      | Asistencia: 37 994 espectadores Árbitro(s): Henry Bejarano | Asistencia: 37 994 espectadores Árbitro(s): Henry Bejarano |

| 18 de julio de 2015, 20:00 (UTC-4) | Jamaica   | 1:0 (1:0) | Haití | M&T Bank Stadium, Baltimore                             |                                                         |
|                                    | Barnes 6' | Reporte   |       | Asistencia: 37 994 espectadores Árbitro(s): César Ramos | Asistencia: 37 994 espectadores Árbitro(s): César Ramos |

| 19 de julio de 2015, 16:30 (UTC-4) | Trinidad y Tobago                                                                          | 1:1 (1:1, 0:1) (t. s.)(0:0 t. s.)(5:6 p.) | Panamá                                                                                   | MetLife Stadium, East Rutherford                             |                                                              |
|                                    | K. Jones 54'                                                                               | Reporte                                   | Tejada 37'                                                                               | Asistencia: 74 187 espectadores Árbitro(s): Héctor Rodríguez | Asistencia: 74 187 espectadores Árbitro(s): Héctor Rodríguez |
|                                    |                                                                                            | Tiros desde el punto penal                |                                                                                          |                                                              |                                                              |
|                                    | Guerra · Bateau · J. Jones · M. Williams · K. Jones · Abu Bakr · Cyrus · Boucaud · Peltier |                                           | R. Torres · G. Torres · Davis · Arroyo · Cooper · Cummings · Quintero · Pérez · Pimentel |                                                              |                                                              |

| 19 de julio de 2015, 19:45 (UTC-4) | México                 | 1:0 (0:0, 0:0) (t. s.)(1:0 t. s.) | Costa Rica | MetLife Stadium, East Rutherford                         |                                                          |
|                                    | Guardado 120+4' (pen.) | Reporte                           |            | Asistencia: 74 187 espectadores Árbitro(s): Walter López | Asistencia: 74 187 espectadores Árbitro(s): Walter López |

#### Semifinales
| 22 de julio de 2015, 18:00 (UTC-4) | Estados Unidos | 1:2 (0:2) | Jamaica                   | Georgia Dome, Atlanta                                       |                                                             |
|                                    | Bradley 48'    | Reporte   | Mattocks 31' · Barnes 36' | Asistencia: 70 511 espectadores Árbitro(s): Ricardo Montero | Asistencia: 70 511 espectadores Árbitro(s): Ricardo Montero |

| 22 de julio de 2015, 21:00 (UTC-4) | Panamá        | 1:2 (1:1, 0:0) (t. s.)(0:1 t. s.) | México                              | Georgia Dome, Atlanta                                   |                                                         |
|                                    | R. Torres 57' | Reporte                           | Guardado 90+9' (pen.) 105+1' (pen.) | Asistencia: 70 511 espectadores Árbitro(s): Mark Geiger | Asistencia: 70 511 espectadores Árbitro(s): Mark Geiger |

#### Tercer lugar
| 25 de julio de 2015, 16:00 (UTC-4) | Estados Unidos                                     | 1:1 (1:1, 0:0) (t. s.)(0:0 t. s.)(2:3 p.) | Panamá                                 | PPL Park, Chester                                         |                                                           |
|                                    | Dempsey 70'                                        | Reporte                                   | Nurse 55'                              | Asistencia: 12 598 espectadores Árbitro(s): Óscar Moncada | Asistencia: 12 598 espectadores Árbitro(s): Óscar Moncada |
|                                    |                                                    | Tiros desde el punto penal                |                                        |                                                           |                                                           |
|                                    | Johannsson · Dempsey · Johnson · Bradley · Beasley |                                           | R. Torres · Arroyo · Cooper · Cummings |                                                           |                                                           |

#### Final
| 26 de julio de 2015, 20:06 (UTC-4) | Jamaica      | 1:3 (0:1) | México                                  | Lincoln Financial Field, Filadelfia                      |                                                          |
|                                    | Mattocks 80' | Reporte   | Guardado 31' · Corona 47' · Peralta 61' | Asistencia: 68 930 espectadores Árbitro(s): Joel Aguilar | Asistencia: 68 930 espectadores Árbitro(s): Joel Aguilar |

|                              |
| Campeón México Décimo título |

## Estadísticas
| Jugador         | Selección         | Goles | PJ |
| Clint Dempsey   | Estados Unidos    | 7     | 6  |
| --------------- | ----------------- | ----- | -- |
| Andrés Guardado | México            | 6     | 6  |
| Oribe Peralta   | México            | 4     | 6  |
| Keron Cummings  | Trinidad y Tobago | 2     | 3  |
| Sheldon Bateau  | Trinidad y Tobago | 2     | 4  |
| Kenwyne Jones   | Trinidad y Tobago | 2     | 4  |
| Duckens Nazon   | Haití             | 2     | 4  |
| Darren Mattocks | Jamaica           | 2     | 5  |
| Luis Tejada     | Panamá            | 2     | 5  |
| Giles Barnes    | Jamaica           | 2     | 6  |
| Garath McCleary | Jamaica           | 2     | 6  |
| Carlos Vela     | México            | 2     | 5  |
| Michael Bradley | Estados Unidos    | 2     | 6  |

| Lista completa | Lista completa    | Lista completa | Lista completa | Lista completa |
| --- | ----------------- | -------------- | -------------- | -------------- |
| \| Jugador \| Selección \| \| PJ \| \| ------------------- \| ----------------- \| - \| -- \| \| Yohance Marshall \| Trinidad y Tobago \| 1 \| 1 \| \| Dustin Corea \| El Salvador \| 1 \| 2 \| \| Andre Boucaud \| Trinidad y Tobago \| 1 \| 3 \| \| Carlos Discua \| Honduras \| 1 \| 3 \| \| Giovanni dos Santos \| México \| 1 \| 3 \| \| Omar González \| Estados Unidos \| 1 \| 3 \| \| Andy Najar \| Honduras \| 1 \| 3 \| \| Roberto Nurse \| Panamá \| 1 \| 3 \| \| Maikel Reyes \| Cuba \| 1 \| 3 \| \| Carlos Ruiz \| Guatemala \| 1 \| 3 \| \| Cordell Cato \| Trinidad y Tobago \| 1 \| 4 \| \| Joevin Jones \| Trinidad y Tobago \| 1 \| 4 \| \| Roy Miller \| Costa Rica \| 1 \| 4 \| \| Blas Pérez \| Panamá \| 1 \| 4 \| \| David Ramírez \| Costa Rica \| 1 \| 4 \| \| Bryan Ruiz \| Costa Rica \| 1 \| 4 \| \| Jesús Manuel Corona \| México \| 1 \| 5 \| \| Aron Johannsson \| Estados Unidos \| 1 \| 5 \| \| Gyasi Zardes \| Estados Unidos \| 1 \| 5 \| \| Paul Aguilar \| México \| 1 \| 6 \| \| Rodolph Austin \| Jamaica \| 1 \| 6 \| \| Jobi McAnuff \| Jamaica \| 1 \| 6 \| \| Alberto Quintero \| Panamá \| 1 \| 6 \| \| Román Torres \| Panamá \| 1 \| 6 \| |                   |                |                |                |
| Jugador | Selección         | Goles          | PJ             |                |
| Yohance Marshall | Trinidad y Tobago | 1              | 1              |                |
| Dustin Corea | El Salvador       | 1              | 2              |                |
| Andre Boucaud | Trinidad y Tobago | 1              | 3              |                |
| Carlos Discua | Honduras          | 1              | 3              |                |
| Giovanni dos Santos | México            | 1              | 3              |                |
| Omar González | Estados Unidos    | 1              | 3              |                |
| Andy Najar | Honduras          | 1              | 3              |                |
| Roberto Nurse | Panamá            | 1              | 3              |                |
| Maikel Reyes | Cuba              | 1              | 3              |                |
| Carlos Ruiz | Guatemala         | 1              | 3              |                |
| Cordell Cato | Trinidad y Tobago | 1              | 4              |                |
| Joevin Jones | Trinidad y Tobago | 1              | 4              |                |
| Roy Miller | Costa Rica        | 1              | 4              |                |
| Blas Pérez | Panamá            | 1              | 4              |                |
| David Ramírez | Costa Rica        | 1              | 4              |                |
| Bryan Ruiz | Costa Rica        | 1              | 4              |                |
| Jesús Manuel Corona | México            | 1              | 5              |                |
| Aron Johannsson | Estados Unidos    | 1              | 5              |                |
| Gyasi Zardes | Estados Unidos    | 1              | 5              |                |
| Paul Aguilar | México            | 1              | 6              |                |
| Rodolph Austin | Jamaica           | 1              | 6              |                |
| Jobi McAnuff | Jamaica           | 1              | 6              |                |
| Alberto Quintero | Panamá            | 1              | 6              |                |
| Román Torres | Panamá            | 1              | 6              |                |

| Jugador             | Selección         | Goles | PJ |
| ------------------- | ----------------- | ----- | -- |
| Yohance Marshall    | Trinidad y Tobago | 1     | 1  |
| Dustin Corea        | El Salvador       | 1     | 2  |
| Andre Boucaud       | Trinidad y Tobago | 1     | 3  |
| Carlos Discua       | Honduras          | 1     | 3  |
| Giovanni dos Santos | México            | 1     | 3  |
| Omar González       | Estados Unidos    | 1     | 3  |
| Andy Najar          | Honduras          | 1     | 3  |
| Roberto Nurse       | Panamá            | 1     | 3  |
| Maikel Reyes        | Cuba              | 1     | 3  |
| Carlos Ruiz         | Guatemala         | 1     | 3  |
| Cordell Cato        | Trinidad y Tobago | 1     | 4  |
| Joevin Jones        | Trinidad y Tobago | 1     | 4  |
| Roy Miller          | Costa Rica        | 1     | 4  |
| Blas Pérez          | Panamá            | 1     | 4  |
| David Ramírez       | Costa Rica        | 1     | 4  |
| Bryan Ruiz          | Costa Rica        | 1     | 4  |
| Jesús Manuel Corona | México            | 1     | 5  |
| Aron Johannsson     | Estados Unidos    | 1     | 5  |
| Gyasi Zardes        | Estados Unidos    | 1     | 5  |
| Paul Aguilar        | México            | 1     | 6  |
| Rodolph Austin      | Jamaica           | 1     | 6  |
| Jobi McAnuff        | Jamaica           | 1     | 6  |
| Alberto Quintero    | Panamá            | 1     | 6  |
| Román Torres        | Panamá            | 1     | 6  |

| Jugador         | Selección         | Asistencias | PJ |
| Michael Bradley | Estados Unidos    | 3           | 6  |
| --------------- | ----------------- | ----------- | -- |
| Khaleem Hyland  | Trinidad y Tobago | 2           | 3  |
| Kenwyne Jones   | Trinidad y Tobago | 2           | 4  |
| Andrés Guardado | México            | 2           | 6  |
| Kemar Lawrence  | Jamaica           | 2           | 6  |

| Lista completa | Lista completa    | Lista completa | Lista completa | Lista completa |
| --- | ----------------- | -------------- | -------------- | -------------- |
| \| Jugador \| Selección \| \| PJ \| \| --------------------- \| ----------------- \| - \| -- \| \| Rolando Blackburn \| Panamá \| 1 \| 1 \| \| Antonio Ríos \| México \| 1 \| 1 \| \| Álvaro Saborío \| Costa Rica \| 1 \| 2 \| \| Arturo Álvarez \| El Salvador \| 1 \| 3 \| \| Alejandro Bedoya \| Estados Unidos \| 1 \| 3 \| \| Kervens Belfort \| Haití \| 1 \| 3 \| \| Wilmer Crisanto \| Honduras \| 1 \| 3 \| \| Giovanni dos Santos \| México \| 1 \| 3 \| \| Minor López \| Guatemala \| 1 \| 3 \| \| Celso Borges \| Costa Rica \| 1 \| 4 \| \| Cordell Cato \| Trinidad y Tobago \| 1 \| 4 \| \| Timothy Chandler \| Estados Unidos \| 1 \| 4 \| \| Erick Davis \| Panamá \| 1 \| 4 \| \| Alberto Gómez \| Cuba \| 1 \| 4 \| \| Wilde-Donald Guerrier \| Haití \| 1 \| 4 \| \| Joevin Jones \| Trinidad y Tobago \| 1 \| 4 \| \| Blas Pérez \| Panamá \| 1 \| 4 \| \| David Ramírez \| Costa Rica \| 1 \| 4 \| \| Aron Johannsson \| Estados Unidos \| 1 \| 5 \| \| Luis Tejada \| Panamá \| 1 \| 5 \| \| Carlos Vela \| México \| 1 \| 5 \| \| DeAndre Yedlin \| Estados Unidos \| 1 \| 5 \| \| Gyasi Zardes \| Estados Unidos \| 1 \| 5 \| \| Paul Aguilar \| México \| 1 \| 6 \| \| Fabian Johnson \| Estados Unidos \| 1 \| 6 \| \| Miguel Layún \| México \| 1 \| 6 \| \| Jobi McAnuff \| Jamaica \| 1 \| 6 \| \| Garath McCleary \| Jamaica \| 1 \| 6 \| |                   |                |                |                |
| Jugador | Selección         | Asistencias    | PJ             |                |
| Rolando Blackburn | Panamá            | 1              | 1              |                |
| Antonio Ríos | México            | 1              | 1              |                |
| Álvaro Saborío | Costa Rica        | 1              | 2              |                |
| Arturo Álvarez | El Salvador       | 1              | 3              |                |
| Alejandro Bedoya | Estados Unidos    | 1              | 3              |                |
| Kervens Belfort | Haití             | 1              | 3              |                |
| Wilmer Crisanto | Honduras          | 1              | 3              |                |
| Giovanni dos Santos | México            | 1              | 3              |                |
| Minor López | Guatemala         | 1              | 3              |                |
| Celso Borges | Costa Rica        | 1              | 4              |                |
| Cordell Cato | Trinidad y Tobago | 1              | 4              |                |
| Timothy Chandler | Estados Unidos    | 1              | 4              |                |
| Erick Davis | Panamá            | 1              | 4              |                |
| Alberto Gómez | Cuba              | 1              | 4              |                |
| Wilde-Donald Guerrier | Haití             | 1              | 4              |                |
| Joevin Jones | Trinidad y Tobago | 1              | 4              |                |
| Blas Pérez | Panamá            | 1              | 4              |                |
| David Ramírez | Costa Rica        | 1              | 4              |                |
| Aron Johannsson | Estados Unidos    | 1              | 5              |                |
| Luis Tejada | Panamá            | 1              | 5              |                |
| Carlos Vela | México            | 1              | 5              |                |
| DeAndre Yedlin | Estados Unidos    | 1              | 5              |                |
| Gyasi Zardes | Estados Unidos    | 1              | 5              |                |
| Paul Aguilar | México            | 1              | 6              |                |
| Fabian Johnson | Estados Unidos    | 1              | 6              |                |
| Miguel Layún | México            | 1              | 6              |                |
| Jobi McAnuff | Jamaica           | 1              | 6              |                |
| Garath McCleary | Jamaica           | 1              | 6              |                |

| Jugador               | Selección         | Asistencias | PJ |
| --------------------- | ----------------- | ----------- | -- |
| Rolando Blackburn     | Panamá            | 1           | 1  |
| Antonio Ríos          | México            | 1           | 1  |
| Álvaro Saborío        | Costa Rica        | 1           | 2  |
| Arturo Álvarez        | El Salvador       | 1           | 3  |
| Alejandro Bedoya      | Estados Unidos    | 1           | 3  |
| Kervens Belfort       | Haití             | 1           | 3  |
| Wilmer Crisanto       | Honduras          | 1           | 3  |
| Giovanni dos Santos   | México            | 1           | 3  |
| Minor López           | Guatemala         | 1           | 3  |
| Celso Borges          | Costa Rica        | 1           | 4  |
| Cordell Cato          | Trinidad y Tobago | 1           | 4  |
| Timothy Chandler      | Estados Unidos    | 1           | 4  |
| Erick Davis           | Panamá            | 1           | 4  |
| Alberto Gómez         | Cuba              | 1           | 4  |
| Wilde-Donald Guerrier | Haití             | 1           | 4  |
| Joevin Jones          | Trinidad y Tobago | 1           | 4  |
| Blas Pérez            | Panamá            | 1           | 4  |
| David Ramírez         | Costa Rica        | 1           | 4  |
| Aron Johannsson       | Estados Unidos    | 1           | 5  |
| Luis Tejada           | Panamá            | 1           | 5  |
| Carlos Vela           | México            | 1           | 5  |
| DeAndre Yedlin        | Estados Unidos    | 1           | 5  |
| Gyasi Zardes          | Estados Unidos    | 1           | 5  |
| Paul Aguilar          | México            | 1           | 6  |
| Fabian Johnson        | Estados Unidos    | 1           | 6  |
| Miguel Layún          | México            | 1           | 6  |
| Jobi McAnuff          | Jamaica           | 1           | 6  |
| Garath McCleary       | Jamaica           | 1           | 6  |

| Jugador       | Selección         | Rival        | Anotado · Autogol | PJ |
| ------------- | ----------------- | ------------ | ----------------- | -- |
| Kenwyne Jones | Trinidad y Tobago | (vs. México) | 1                 | 4  |

### Clasificación general
La clasificación general indica la posición que cada selección ocupó al finalizar el torneo; el rendimiento se obtiene de la relación entre los puntos obtenidos y los partidos jugados por las selecciones y se expresa en porcentajes. La tabla está dividida según la fase alcanzada por cada país. Si algún partido de la segunda fase se define mediante tiros de penal, el resultado final del juego se considera como empate.
| Pos. | Selección         | Gr. | Pts. | PJ | PG | PE | PP | GF | GC | Dif | Rend.  |
| ---- | ----------------- | --- | ---- | -- | -- | -- | -- | -- | -- | --- | ------ |
| 1    | México            | C   | 14   | 6  | 4  | 2  | 0  | 16 | 6  | +10 | 77.78% |
| 2    | Jamaica           | B   | 13   | 6  | 4  | 1  | 1  | 8  | 6  | +2  | 72.22% |
| 3    | Panamá            | A   | 5    | 6  | 0  | 5  | 1  | 6  | 7  | -1  | 27.78% |
| 4    | Estados Unidos    | A   | 11   | 6  | 3  | 2  | 1  | 12 | 5  | +7  | 61.11% |
| 5    | Trinidad y Tobago | C   | 8    | 4  | 2  | 2  | 0  | 10 | 6  | +4  | 66.67% |
| 6    | Haití             | A   | 4    | 4  | 1  | 1  | 2  | 2  | 3  | -1  | 33.33% |
| 7    | Costa Rica        | B   | 3    | 4  | 0  | 3  | 1  | 3  | 4  | -1  | 25%    |
| 8    | Cuba              | C   | 3    | 4  | 1  | 0  | 3  | 1  | 14 | -13 | 25%    |
| 9    | El Salvador       | B   | 2    | 3  | 0  | 2  | 1  | 1  | 2  | -1  | 22.22% |
| 10   | Canadá            | B   | 2    | 3  | 0  | 2  | 1  | 0  | 1  | -1  | 22.22% |
| 11   | Honduras          | A   | 1    | 3  | 0  | 1  | 2  | 2  | 4  | -2  | 11.11% |
| 12   | Guatemala         | C   | 1    | 3  | 0  | 1  | 2  | 1  | 4  | -3  | 11.11% |

## Premios y reconocimientos

### Goleador del torneo (Bota de oro)
Premio al jugador con más goles en el torneo, presentado por Allstate.
- Clint Dempsey

El delantero estadounidense anotó 7 goles en 6 partidos jugados, le marcó 2 goles a Panamá y uno a Haití en los primeros partidos de la fase de grupos, luego hizo un triplete ante Cuba en los cuartos de final y finalmente marcó el empate ante Panamá en el partido por el tercer lugar. Dempsey se convirtió en el sexto estadounidense que resulta goleador de la Copa Oro, los últimos fueron Landon Donovan y Chris Wondolowski (ambos con 5 goles) en la edición anterior del torneo.

### Mejor jugador del torneo (Balón de oro)
Premio al mejor jugador del torneo (MVP) otorgado al futbolista más destacado del torneo, presentado por Scotiabank.
- Andrés Guardado

El centrocampista mexicano participó en los seis partidos de su selección en los que registró 6 goles y 2 asistencias. Marcó goles en todos los partidos excepto en el empate a cero frente a Guatemala en la fase de grupos, además, con su gol en la final se convirtió en el primer jugador en marcar en tres finales de Copa Oro, antes había convertido goles en las finales de los años 2007 y 2011.

### Mejor jugador joven
El Premio Futuro Brillante otorgado al mejor jugador joven del torneo fue presentado por Scotiabank.
- Jesús Manuel Corona

El centrocampista mexicano, de 22 años, participó en cinco de los 6 partidos de su selección. Marcó su único gol en el torneo en el partido final frente a Jamaica.

### Mejor arquero del torneo (Guante de oro)
El premio al mejor arquero del torneo, presentado por Allstate, fue elegido por el Grupo de Estudio Técnico de la Copa Oro basado en un rango clasificatorio.
- Brad Guzan

### Premio al juego limpio
Premio Fairplay otorgado a la selección que practicó mejor el juego limpio.
- Jamaica

La selección jamaiquina terminó el campeonato con 10 tarjetas amarillas y una tarjeta roja.

## Clasificaciones a otros torneos

### Copa FIFA Confederaciones 2017
| 10 de octubre de 2015, 18:30 (UTC-7) | Estados Unidos          | 2:3 (1:1; 1:1) (t. s.)(1:2 t. s.) | México                                        | Rose Bowl, Pasadena                                      |                                                          |
|                                      | Cameron 15' · Wood 108' | Reporte                           | J. Hernández 10' · Peralta 96' · Aguilar 118' | Asistencia: 93 420 espectadores Árbitro(s): Joel Aguilar | Asistencia: 93 420 espectadores Árbitro(s): Joel Aguilar |

#### Clasificado
| Bandera de México |
| México            |

### Clasificación a la Copa América Centenario
| 8 de enero de 2016, 17:30 | Trinidad y Tobago | 0:1 (0:0) | Haití       | Estadio Rommel Fernández, Ciudad de Panamá               |                                                          |
|                           |                   | Reporte   | Belfort 83' | Asistencia: 10.000 espectadores Árbitro(s): David Gantar | Asistencia: 10.000 espectadores Árbitro(s): David Gantar |

| 8 de enero de 2016, 20:30 | Panamá                                                | 4:0 (2:0) | Cuba | Estadio Rommel Fernández, Ciudad de Panamá                    |                                                               |
|                           | Gómez 4' · Tejada 18' (pen.) · Cooper 51' · Pérez 88' | Reporte   |      | Asistencia: 24.945 espectadores Árbitro(s): Fernando Guerrero | Asistencia: 24.945 espectadores Árbitro(s): Fernando Guerrero |

#### Clasificados
| Bandera de Estados Unidos | Bandera de Costa Rica                        | Bandera de Jamaica                      |
| Estados Unidos Anfitrión  | Costa Rica Campeón Copa Centroamericana 2014 | Jamaica Campeón Copa del Caribe de 2014 |

| Bandera de México | Bandera de Haití | Bandera de Panamá |
| México Invitado   | Haití Repechaje  | Panamá Repechaje  |

## Controversias

### Arbritaje polémico en beneficio de México
Durante el partido de cuartos de final entre México y Costa Rica, el árbitro asistente de Walter López, Eric Boria, marcó penal para los mexicanos en el último minuto del tiempo de descuento de la segunda parte de la prórroga, por un empujón del defensor costarricense Roy Miller al delantero Oribe Peralta. El encargado de tirar el penal fue Andrés Guardado, eliminando a Costa Rica de la competencia. aunque el técnico de Costa Rica defendió la marcación diciendo «él [el árbitro] es humano. Vio algo en el área y por eso pitó penalti». El propio Miller afirmó que la reacción de Peralta fue «exagerada» y que sólo había habido un contacto mínimo entre ellos. En entrevista concedida a Prensa Libre el 23 de julio, Wálter López admitió que la marcación fue errónea, alegando que «por mi posición en el campo no pude ver correctamente la acción. Fue mi asistente quien me ayudó».
En el partido de semifinal entre México y Panamá, el árbitro estadounidense Mark Geiger perdió el control del partido que comenzó mostrándole una tarjeta roja cuestionable al panameño Luis Tejada en el minuto 24.  Más tarde, cuando Panamá con 10 hombres estaba a un minuto de ganar el partido 1-0, también le concedió a México un controvertido tiro penal por una mano. Mientras defendía en el área penal contra el mediocampista mexicano Carlos Esquivel, el capitán de Panamá, Román Torres, perdió el equilibrio y cayó de espaldas sobre el balón, tocándolo. La decisión de otorgar el penal enfureció al equipo de Panamá que abandonó el campo y amenazó con abandonar el partido. Mientras los jugadores estaban involucrados en una larga pelea con los oficiales, entrenadores y otros jugadores en el banquillo, los fanáticos les arrojaron repetidamente vasos de cerveza y objetos. Panamá regresó al campo después de aproximadamente diez minutos. Andrés Guardado anotó el penalti y forzó el partido a la prórroga, que posteriormente ganó el equipo mexicano. Después del pitido final, los jugadores y el cuerpo técnico panameños corrieron en masa por el campo hacia los árbitros, quienes tuvieron que ser escoltados fuera del campo por seguridad. Posteriormente, Guardado dijo en la entrevista que le dolió ejecutar el penal y consideró fallar el tiro a propósito, pero «tenía que ser profesional». El entrenador mexicano Miguel Herrera argumentó que no había razón para que Guardado fallara intencionalmente el tiro, haciendo referencia a la controvertida decisión que otorgó un penal a Países Bajos sobre México en la Copa del Mundo de hace un año. «No escuché esa pregunta en el Mundial cuando nos eliminaron por un penalti que no fue», dijo: «Parece que sólo México debería declararse culpable».
El 23 de julio, las Asociaciones de Fútbol de Panamá y Costa Rica publicaron sus respectivos comunicados en sus sitios web sobre tales controversias y solicitando la destitución de los miembros del comité de árbitros de CONCACAF.

### Organización del torneo
El capitán de los Estados Unidos, Michael Bradley, criticó la organización del torneo, comentando que los equipos tenían que viajar demasiado y que los estadios tenían malas superficies de juego, al tiempo que cuestionaba la necesidad de que los dos mejores terceros clasificados se clasificaran para la siguiente ronda. El entrenador Miguel Herrera, también fue crítico con la organización del viaje: «Es un desorden en los aviones, tener equipos rivales en el mismo vuelo, con tanta gente de CONCACAF, estábamos todos apretujados, ni siquiera teníamos lugar para nuestro equipaje, no había lugar para nuestro equipaje, México ha estado transportando su equipaje por carretera y así hemos estado trabajando». Tanto Herrera como Bradley fueron multados por CONCACAF por sus comentarios.

### Deserción de futbolistas cubanos
La edición de 2015 no estuvo exenta de la tradicional ola de deserciones en el equipo de Cuba. El atacante cubano Keiler García desertó a Estados Unidos en Chicago el 8 de julio, el día antes del partido inaugural de su equipo contra México en el Soldier Field. No se presentó al desayuno del equipo en el hotel y estuvo ausente del entrenamiento posterior. Debido a problemas para obtener visas estadounidenses para jugadores y personal, y a la deserción de García, Cuba sólo tenía 16 jugadores disponibles para el partido. Arael Argüellez también desertó en Chicago, luego de ser visitado en el hotel por amigos. No se presentó al vuelo de la selección nacional a Phoenix para el segundo partido, contra Trinidad y Tobago.
El 14 de julio, Darío Suárez no regresó de su viaje a un supermercado previo al partido contra Guatemala en Charlotte. Más tarde, ese mismo día, se informó que el mediocampista Ariel Martínez González lloraba en el autobús que regresaba al hotel luego de la victoria por 1-0 sobre Guatemala para clasificarse para los cuartos de final. Al llegar, bajó del autobús, se despidió del autocar y salió corriendo hacia la noche.

## Símbolos y mercadeo

### Canción oficial
- "Sun Goes Down" por el DJ alemán Robin Schulz y la cantante inglesa Jasmine Thompson es la canción oficial del torneo.[32]

### Otras canciones
- FOX Sports & Hub Network - "You Are Unstoppable" por Conchita Wurst
- Univision - "All the Way (canción)" por Reykon y Bebe Rexha

### Trasmisión por TV
Televisoras oficiales del torneo.
| País / Región               | Televisora(s)                                  |
| --------------------------- | ---------------------------------------------- |
| Sudamérica (excepto Brasil) | Gol TV                                         |
| Estados Unidos              | Univisión (en español), Fox Sports (en inglés) |
| México                      | Televisa, TV Azteca, SKY México                |
| Canadá                      | SportsNet                                      |
| Costa Rica                  | Repretel, Teletica                             |
| El Salvador                 | Telecorporacion Salvadoreña                    |
| Guatemala                   | Canal 3, Televisiete                           |
| Honduras                    | Televicentro                                   |
| Panamá                      | Televisora Nacional, RPC TV Canal 4            |
| Brasil                      | Sportv                                         |
| Reino Unido e Irlanda       | ESPN UK                                        |

| País / Región                   | Televisora(s)         |
| ------------------------------- | --------------------- |
| África Subsahariana             | SuperSport            |
| Australia                       | BeIn Sports           |
| China                           | CSM                   |
| Hong Kong                       | iCable                |
| Malasia                         | Astro                 |
| Portugal                        | Sport TV              |
| Singapur                        | Starhub               |
| España                          | BeIN Sports, Mediapro |
| Tailandia                       | GMM Grammy            |
| Oriente Medio y Norte de África | Al Jazeera Sports     |
| Turquía                         | Setanta Sports        |

### Patrocinio
La Concacaf dividió a los patrocinadores de la Copa Oro 2015 en tres categorías:
| Socio CONCACAF |
| -------------- |
| - Scotiabank   |

| Patrocinadores                                                    |
| ----------------------------------------------------------------- |
| - Sprint - Nike - Allstate - Telcel - Infinitum - Delta Air Lines |

| Socios promocionales               |
| ---------------------------------- |
| - PrimeSport - Powerade - Jarritos |